# Dipoena cartagena
Dipoena cartagena är en spindelart som beskrevs av Sedgwick 1973. Dipoena cartagena ingår i släktet Dipoena och familjen klotspindlar. Inga underarter finns listade i Catalogue of Life.